# Leucargyra
Leucargyra és un gènere d'arnes de la família Crambidae.

## Taxonomia
- Leucargyra puralis Hampson, 1896
- Leucargyra xanthoceps Hampson, 1919